# Конгресс Республики Гватемала
Конгресс Республики (исп. Congreso de la República) — однопалатный законодательный орган власти в Республике Гватемала. 
Включает 160 депутатов, избираемых в ходе прямого всеобщего голосования на четырёхлетний срок. Избирательная система построена на основе пропорционального представительства. 31 депутат избирается по единому общенациональному округу Гватемалы, остальные 129 — по 22 многомандатным избирательным округам, соответствующим департаментам Гватемалы, число депутатов от каждого департамента рассчитывается пропорционально его населению.

## Парламентская культура
Обычной практикой в парламенте Гватемалы является переход депутата из одной партии в другую либо выход из партии и образование новой партии или парламентского блока.